# Zatvor Specijalne policije u Beogradu
Zatvor Specijalne policije u Beogradu osnovan s kraja 1942. godine u bivšoj konjičke kasarni Vojske Kraljevine Jugoslavije u Ulici Đušina 7. za vreme Drugog svetskog rata u okupiranom Beogradu bio je jedno od mesta za izolaciju i mučenje simpatizera i pripadnika NOP, a po završetku Drugog svetskog rata Zatvor UDB-e namenjen za izolaciju tokom suđenja bivših predstavnike okupacione vojne uprave i pripadnika prosovjetske komunističke opozicije. Ovaj zatvor je naročito bio u funkciji tokom 1944. kako od okupacionih tako i od oslobodilačkih snaga.

## Istorija
Kako je okupaciona vlast u Beogradu tokom 1942. godine sve više širila svoje aktivnosti u borbi protiv simpatizera i pripadnika NOP, sledila su masovna hapšenja, pa su vrlo brzo su popunjeni svi kapaciteta zatvora Specijalne policije na Obilićevom vencu 4. To je iziskivalo otvaranje novih zatvorskih prostora.
Tada je doneta odluke da se u Beogradu osnuje nova zatvorska jedinica. Izbor je pao na prostor nekadašnje konjičke kasarne Vojske Kraljevine Jugoslavije u Đušinoj 7. Nakon adaptacije kasarne dobijen je novi prostor koji je imao desetak ćelija, koje su nastalih pregrađivanjem jedne velike kasarnske prostorije i nekoliko kancelarija za islednike.
Uslovi u ćelijama ovog zatvoru bili su jako loši. Ćelije nisu imale dnevnu svetlost, niti bilo kakve svetle i ventilacione otvore, jer su bile osmišljene tako da u jako lošim uslovima, boravkom u mraku, nesnosnoj vrućini i nedostatku kiseonika, ubrzaju dodatno slamanje zatočenika.

### Prenamena Zatvora
Zatvor Specijalne policije u Beogradu radio je u ovom prostoru sve do oktobra 1944. godine, kada ga je nakon oslobođenja Beograda objekat preuzela Uprava državne bezbednosti (UDB-a ) NR Srbije i u njemu osnovala Istražni zatvor, u kome su odmah nakon Drugog svetskog rata:
- Izolovani predstavnici okupacione vojne uprave, kojima je suđeno u Beogradu.
- Dovođeni zatočenici iz raznih zatvora, koji su isleđivani i odatle odvođeni na streljanje.

Malobrojni zatočenici UDB-e su posle saslušanja puštani kućama, a značajan broj je poslat na Sremski front.
Nakon 1948. godine i Rezolucije informbiroa, zatvor je postao utočište zatočenih pripadnika prosovjetske komunističke opozicije (takozvanih „ibeovci“), ponekad zajedno sa zatočenim Nemcima.
Početkom 50-tih godina 20. veka UDB-a je odlučila da Zgradu Zatvora u Đušinoj 7 ustupi Rudarsko-geološkom fakultetu Univerziteta u Beogradu, koji se od 1952. godine sve do danas nalazi u ovoj zgradi.

## Spoljašnje veze
- Mračne tačke glavnog grada Novosti onlajn 8. oktobar 2014.